# Hadronyche jensenae
Espèce
Hadronyche jensenae est une espèce d'araignées mygalomorphes de la famille des Atracidae.

## Distribution
Cette espèce est endémique du Victoria en Australie. Elle se rencontre dans le centre du Gippsland.

## Description
La carapace du mâle holotype mesure 5,74 mm de long sur 5,70 mm et l'abdomen 6,5 mm de long sur 4,7 mm.

## Étymologie
Cette espèce est nommée en référence à Greta Jensen Gray, la femme de Michael R. Gray.

## Publication originale
- Gray, 2010 : A revision of the Australian funnel-web spiders (Hexathelidae: Atracinae). Records of the Australian Museum, vol. 62, p. 285-392 (texte intégral).